# Дженчу
Дженчу (чечен. Жаьн-Чу, Жаьнчие) — покинутое село в Галанчожском районе Чеченской Республики. Находится в исторической области Ялхарой мохк.

## География
Расположено на юго-западе Ачхой-Мартановского района.

## История
До депортация чеченцев в Среднюю Азию в Дженчу проживали представители чеченского тайпа аккий.
Село Дженчу было ликвидировано в 1944 году во время выселения вместе с ликвидацией Чечено-Ингушской АССР. После восстановления Чечено-Ингушской АССР в 1956 году чеченцы вернулись на историческую родину, но им было запрещено селится в данном районе.